# 鈴木悠介 (ボクサー)
鈴木 悠介（すずき ゆうすけ、1988年12月13日 - ）は日本の元プロボクサー。第73代日本バンタム級王者。八王子中屋ジムを経て、三迫ボクシングジム所属。身長167cm、B型。

## 略歴
茨城県日立市に生まれる。5歳から13歳まで少林寺拳法を習ったのがきっかけで、武術家を志す。その後、15歳まで柔道に取り組み、全国大会出場・関東3位になり表彰される。
高校に進学後ボクシングを始め、国体3位となり表彰される。高校卒業後、明治大学に進学し、再び国体3位となり表彰される。
その後、近所の八王子中屋ジムに入会。アマチュア全戦績78戦54勝(25KO･RSC)24敗を打ち出す。
三迫ジムに移籍後の2019年7月27日、後楽園ホールで日本バンタム級王者の齊藤裕太と対戦し、10回3-0（97-93×3）の判定勝ちを収め、日本バンタム級王座を獲得した。試合終了後には、婚約者にプロポーズを行った。
その後、2020年4月に初防衛戦を予定していたが、コロナ禍で延期となった。そして、2021年1月25日に右目の網膜剥離を理由に日本ボクシングコミッションに王座返上と引退届けを提出した。
2021年3月に水戸エナジー株式会社を設立し、代表取締役を2期務めて退任。

## 戦績
- アマチュア：78戦54勝（25RSC・KO）24敗
- プロ：13戦11勝（7KO）3敗

| 戦           | 日付           | 勝敗 | 時間    | 内容    | 対戦相手                               | 国籍       | 備考                                |
| ------------ | -------------- | ---- | ------- | ------- | -------------------------------------- | ---------- | ----------------------------------- |
| 1            | 2012年10月12日 | 勝利 | 2R 1:19 | TKO     | ワンチャイ・ゴーラットスポーツスクール | タイ       | プロデビュー戦                      |
| 2            | 2013年4月6日   | 勝利 | 6R      | 判定3-0 | 澤田京介（JBS）                        | 日本       |                                     |
| 3            | 2013年5月31日  | 敗北 | 5R      | 判定0-3 | 久我勇作（ワタナベ）                   | 日本       | B級グランプリスーパーバンタム級予選 |
| 4            | 2013年11月24日 | 勝利 | 1R 2:42 | KO      | 品部正秀（B水戸）                      | 日本       |                                     |
| 5            | 2014年1月11日  | 勝利 | 3R 2:40 | KO      | 石川貴章（角海老宝石）                 | 日本       |                                     |
| 6            | 2014年8月18日  | 勝利 | 8R      | 判定3-0 | モニコ・ローレンテ                     | フィリピン |                                     |
| 7            | 2015年2月9日   | 勝利 | 6R 1:37 | KO      | 星野晃規（M.T）                        | 日本       |                                     |
| 8            | 2015年7月17日  | 敗北 | 8R      | 判定1-2 | 田村亮一（古口）                       | 日本       |                                     |
| 9            | 2016年5月4日   | 敗北 | 12R     | 判定0-3 | ジェフリー・フランシスコ               | フィリピン | EPBCバンタム級王座決定戦            |
| 10           | 2017年2月9日   | 勝利 | 2R 2:42 | KO      | 児玉堅（T&H）                          | 日本       |                                     |
| 11           | 2017年6月8日   | 勝利 | 8R      | 判定3-0 | 中野敬太（KG大和）                     | 日本       |                                     |
| 12           | 2017年10月21日 | 勝利 | 7R 2:18 | TKO     | 菊地永太（真正）                       | 日本       | 日本バンタム級王座挑戦者決定戦      |
| 13           | 2019年4月18日  | 勝利 | 3R 1:04 | KO      | キチャン・キム                         | タイ       |                                     |
| 14           | 2019年7月27日  | 勝利 | 10R     | 判定3-0 | 齊藤裕太（花形）                       | 日本       | 日本バンタム級タイトルマッチ        |
| テンプレート |                |      |         |         |                                        |            |                                     |

## 獲得タイトル
- 第73代日本バンタム級王者（防衛0=返上）